# Angor (roman)
Pour les articles homonymes, voir Angor.
Angor est un roman policier français, écrit par Franck Thilliez, et publié en 2014 aux éditions Fleuve noir.

## Présentation

### Début de l'intrigue
L'angor est le fait qu'un organe greffé connecte ses terminaisons nerveuses à son hôte et qu'il peut alors le ressentir comme si c'était le sien. C'est ce qui arrive à Camille, qui a reçu une greffe du cœur un an plus tôt, lorsqu'elle fait une crise cardiaque. Elle apprend alors que son organisme rejette son cœur et qu'il ne lui reste que quelques semaines à vivre. Et il n'y a pas que l'angor, Camille reçoit des messages de son nouveau cœur : des images, une envie de fumer. Elle recherche alors son donneur.
Parallèlement, Sharko enquête sur une femme retrouvée dans une galerie souterraine où elle erre dans le noir depuis plusieurs mois. Lucie, en congé maternité, s'occupe de ses jumeaux (Jules et Adrien) ; mais elle ne peut pas s’empêcher de s’intéresser à l'affaire de son compagnon et décide de reprendre son travail plus tôt pour l'aider.

### Principaux personnages
Pour son treizième roman, l'auteur réunit à nouveau ses deux personnages récurrents, dont c'est la sixième apparition respective :
- Lucie Henebelle, après La Chambre des morts, La Mémoire fantôme, Le Syndrome E, Gataca, et Atomka,
- Franck Sharko, après Train d'enfer pour Ange rouge, Deuils de miel, Le Syndrome E, Gataca, et Atomka.

On trouve aussi :
- Camille Thibaut : TIC à la gendarmerie de Villeneuve-d'Ascq
- Boris : son collègue
- Nicolas Bellanger : capitaine de police au 36 quai des Orfèvres
- Jacques Levallois et Pascal Robillard : leurs collègues

### Éléments contextuels
L'histoire s’appuie sur l'Affaire des enfants volés du franquisme en Espagne, et la Dictature militaire en Argentine (1976-1983).

## Publication, distinctions
Ce roman obtient en 2014 le prix Étoile du polar du journal Le Parisien,.